# Smardzewo (Sławno)
Smardzewo (deutsch Schmarsow) ist ein Dorf in der Woiwodschaft Westpommern in Polen. Es gehört zur Landgemeinde Sławno (Schlawe) im Powiat Sławieński.

## Geographische Lage
Smardzewo liegt sechs Kilometer südwestlich von Sławno an der Kreuzung der Straßen Karwice (Karwitz)–Ostrowiec (Wusterwitz) und Bobrowice (Alt Bewersdorf)–Żegocino (Segenthin). Die nächste Bahnstation war bis 1945 Wusterwitz (Ostrowiec) an der Kleinbahnstrecke Schlawe–Pollnow (Polanów)–Sydow (Żydowo) der Schlawer Bahnen. Heute besteht Bahnanschluss über Karwice oder Sławno.
Am westlichen Rand des Dorfes befindet sich ein 21 Hektar großer See im Schatten eines 76 Meter hohen Berges (topographischer Punkt).
Nachbarorte von Smardzewo sind: im Westen Paproty (Parpart), im Norden Karwice (Karwitz), Rzyszczewo (Ristow) und Bobrowice (Alt Bewersdorf), im Osten Kwasowo (Quatzow), Kosierzewo (Kusserow) und Ostrowiec (Wusterwitz), sowie im Süden Podgórki (Deutsch Puddiger) und Żegocino (Segenthin).

## Geschichte
Im Jahre 1655 wurde Schmarsow (plattdeutsch auch Schmorse) als Besitz der Witwe des Niklas von Below genannt. Um 1680 ging das Dorf an Rüdiger Otto von Zitzewitz, dessen Sohn Ernst Bogislav von Zitzewitz es 1731 an den Hauptmann Ludwig Friedrich Marschall von Bieberstein verkaufte. Dieser veräußerte es bereits 1740 an den preußischen Staatsminister Otto Christoph Graf von Podewils auf Krangen.
Um 1780 hatte Schmarsow 1 Vorwerk, 5 Bauern, 1 Schmiede und 1 neuangelegtes Vorwerk. 1818 lebten hier 120 Einwohner. Ihre Zahl stieg bis 1895 auf 285 und betrug 1939 noch 247.
Vor 1945 gehörte Schmarsow mit Ristow (Rzyszczewo) und Rötzenhagen (Boleszewo) zum Amtsbezirk Ristow, zum Standesamt Ristow und zum Amtsgerichtsbezirk Schlawe im Landkreis Schlawe i. Pom. im Regierungsbezirk Köslin der preußischen Provinz Pommern.
Am 7. März 1945 besetzten sowjetische Truppen den Ort. Bis 1950 mussten die Deutschen unter russischer und polnischer Verwaltung auf dem Gut arbeiten. Ab 1947 übernahmen polnische Familien die Höfe. Die letzten Deutschen durften 1958 die Heimat verlassen. Schmarsow erhielt den polnischen Ortsnamen Smardzewo. Es ist heute ein Teil der Gmina miejska Sławno im Powiat Sławieński der Woiwodschaft Westpommern. Bis 1998 gehörte es zu der damaligen Woiwodschaft Stolp.

## Kirche

### Evangelische Kirche
Vor 1945 waren die Einwohner von Schmarsow vorwiegend evangelischer Konfession. Das Dorf gehörte zur Kirchengemeinde Ristow, die mit der Tochtergemeinde Rötzenhagen das Kirchspiel Altristow bildete. Es lag im Kirchenkreis Schlawe der Kirchenprovinz Pommern der Kirche der Altpreußischen Union. Letzter deutscher Geistlicher war Pfarrer Paul Meyer.
Der Ort gehört heute zum Pfarramt in Koszalin (Köslin) in der Diözese Pommern-Großpolen der Evangelisch-Augsburgischen Kirche in Polen.

### Römisch-katholische Kirche
Durch den von 1945 bis 1958 erfolgten Bevölkerungsaustausch ist die Bevölkerung von Smardzewo heute überwiegend römisch-katholischer Konfession. Der Ort ist Teil der Parochie Sławno im Dekanat Sławno im Bistum Köslin-Kolberg der Katholischen Kirche in Polen.

## Schule
In Schmarsow gab es vor 1945 eine zweiklassige Volksschule, deren alter Fachwerkbau mit Lehrerwohnung aus dem 19. Jahrhundert – mit 1922 angebautem massiven Klassenzimmer – stammte. Hier wurden bis zu 100 Kinder einschließlich deren aus Banow unterrichtet. Letzter deutscher Schulleiter war Lehrer Arthur Gieseler.